# Ван Влит, Джерард
Джерард ван Влит (англ. Gerard van Vliet; род. 26 февраля 1964) — арубский шоссейный велогонщик. Участник летних Олимпийских игр 1992 года.

## Карьера
В 1992 году был включён в состав сборной Арубы на летних Олимпийских играх в Барселоне. На них выступил в групповой шоссейной гонке протяжённостью 194 км, но не смог финишировать как и ещё 69 гонщиков.
В 1995 году выступил на чемпионате мира в индивидуальной гонке.